# Andy Kühne
Pour les articles homonymes, voir Kühne.
Andy Kühne, né le 19 novembre 1987 à Annaberg-Buchholz, est un fondeur allemand en activité depuis 2005. Il a débuté en Coupe du monde en décembre 2010 et obtenu un podium en relais le février suivant à Rybinsk.

## Palmarès

### Championnats du monde
- Val di Fiemme 2013 : 46e du skiathlon et 44e du 50 kilomètres classique

### Coupe du monde
- Meilleur classement général : 69e en 2013.
- 1 podium en relais : 1 troisième place.